# Saint-Maurice-sur-Dargoire
Saint-Maurice-sur-Dargoire is een plaats en voormalige gemeente in het Franse departement Rhône in de regio Auvergne-Rhône-Alpes en telt 2100 inwoners (1999). De plaats maakt deel uit van het arrondissement Lyon.

## Geografie
Saint-Maurice-sur-Dargoire is op 1 januari 2017 gefuseerd met de gemeenten Saint-Sorlin en Saint-Didier-sous-Riverie tot de gemeente Chabanière. 
De oppervlakte van Saint-Maurice-sur-Dargoire bedraagt 16,2 km², de bevolkingsdichtheid is 129,6 inwoners per km².
De onderstaande kaart toont de ligging van Saint-Maurice-sur-Dargoire met de belangrijkste infrastructuur en aangrenzende gemeenten.

## Demografie
Onderstaande figuur toont het verloop van het inwonertal (bron: INSEE-tellingen).